# Fed Cup 2015 Zona Asia/Oceania Gruppo I - Pool B
Il Pool B della Zona Asia/Oceania Gruppo I nella Fed Cup 2015 è uno dei due pool (gironi) in cui è suddiviso il Gruppo I della zona Asia/Oceania. Quattro squadre si sono scontrate nel formato round robin. (vedi anche Pool A)
|   | Pool B              | Kazakistan (bandiera) | Cina (bandiera) | Thailandia (bandiera) | Taipei cinese (bandiera) |
| 1 | Kazakistan (3-0)    |                       | 2-1             | 2-1                   | 2-1                      |
| 2 | Cina (2-1)          | 1-2                   |                 | 2-1                   | 2-1                      |
| 3 | Thailandia (1-2)    | 1-2                   | 1-2             |                       | 2-1                      |
| 4 | Taipei cinese (0-3) | 1-2                   | 1-2             | 1-2                   |                          |

## Primo giorno
| Cina 1 | Centro Sportivo Olimpico, Guangdong, Cina 4 febbraio 2015 cemento outdoor | Centro Sportivo Olimpico, Guangdong, Cina 4 febbraio 2015 cemento outdoor | Kazakistan 2 |     |     |  |
| \| \| \| \| 1 \| 2 \| 3 \| \| \| - \| \| --------------------------------------------------------------- \| --- \| --- \| --- \| \| \| 1 \| \| Wang Qiang Jaroslava Švedova \| 6 4 \| 4 6 \| 3 6 \| \| \| 2 \| \| Zhang Shuai Zarina Dijas \| 5 7 \| 0 6 \| \| \| \| 3 \| \| Peng Shuai / Zheng Saisai Kamila Kerimbajeva / Julija Putinceva \| 6 1 \| 7 5 \| \| \| |                                                                           |                                                                           |              |     |     |  |
| |                                                                           |                                                                           | 1            | 2   | 3   |  |
| 1 | Cina (bandiera) · Kazakistan (bandiera)                                   | Wang Qiang Jaroslava Švedova                                              | 6 4          | 4 6 | 3 6 |  |
| 2 | Cina (bandiera) · Kazakistan (bandiera)                                   | Zhang Shuai Zarina Dijas                                                  | 5 7          | 0 6 |     |  |
| 3 | Cina (bandiera) · Kazakistan (bandiera)                                   | Peng Shuai / Zheng Saisai Kamila Kerimbajeva / Julija Putinceva           | 6 1          | 7 5 |     |  |

| Thailandia 2 | Centro Sportivo Olimpico, Guangdong, Cina 4 febbraio 2015 cemento outdoor | Centro Sportivo Olimpico, Guangdong, Cina 4 febbraio 2015 cemento outdoor | Taipei cinese 1 |     |   |  |
| \| \| \| \| 1 \| 2 \| 3 \| \| \| - \| \| ---------------------------------------------------------------------- \| --- \| --- \| - \| \| \| 1 \| \| Tamarine Tanasugarn Chan Yung-jan \| 6 1 \| 6 0 \| \| \| \| 2 \| \| Luksika Kumkhum Hsieh Su-wei \| 2 6 \| 1 6 \| \| \| \| 3 \| \| Peangtarn Plipuech / Tamarine Tanasugarn Chan Hao-ching / Lee Ya-hsuan \| 6 4 \| 6 3 \| \| \| |                                                                           |                                                                           |                 |     |   |  |
| |                                                                           |                                                                           | 1               | 2   | 3 |  |
| 1 | Thailandia (bandiera) · Taipei cinese (bandiera)                          | Tamarine Tanasugarn Chan Yung-jan                                         | 6 1             | 6 0 |   |  |
| 2 | Thailandia (bandiera) · Taipei cinese (bandiera)                          | Luksika Kumkhum Hsieh Su-wei                                              | 2 6             | 1 6 |   |  |
| 3 | Thailandia (bandiera) · Taipei cinese (bandiera)                          | Peangtarn Plipuech / Tamarine Tanasugarn Chan Hao-ching / Lee Ya-hsuan    | 6 4             | 6 3 |   |  |

## Secondo giorno
| Cina 2 | Centro Sportivo Olimpico, Guangdong, Cina 5 febbraio 2015 cemento outdoor | Centro Sportivo Olimpico, Guangdong, Cina 5 febbraio 2015 cemento outdoor | Thailandia 1 |      |     |  |
| \| \| \| \| 1 \| 2 \| 3 \| \| \| - \| \| ------------------------------------------------------------------ \| --- \| ---- \| --- \| \| \| 1 \| \| Wang Qiang Peangtarn Plipuech \| 6 0 \| 6 1 \| \| \| \| 2 \| \| Zheng Saisai Tamarine Tanasugarn \| 3 6 \| 6 4 \| 6 2 \| \| \| 3 \| \| Wang Qiang / Zheng Saisai Luksika Kumkhum / Nicha Lertpitaksinchai \| 2 6 \| 63 7 \| \| \| |                                                                           |                                                                           |              |      |     |  |
| |                                                                           |                                                                           | 1            | 2    | 3   |  |
| 1 | Cina (bandiera) · Thailandia (bandiera)                                   | Wang Qiang Peangtarn Plipuech                                             | 6 0          | 6 1  |     |  |
| 2 | Cina (bandiera) · Thailandia (bandiera)                                   | Zheng Saisai Tamarine Tanasugarn                                          | 3 6          | 6 4  | 6 2 |  |
| 3 | Cina (bandiera) · Thailandia (bandiera)                                   | Wang Qiang / Zheng Saisai Luksika Kumkhum / Nicha Lertpitaksinchai        | 2 6          | 63 7 |     |  |

| Kazakistan 2 | Centro Sportivo Olimpico, Guangdong, Cina 5 febbraio 2015 cemento outdoor | Centro Sportivo Olimpico, Guangdong, Cina 5 febbraio 2015 cemento outdoor | Taipei cinese 1 |     |     |  |
| \| \| \| \| 1 \| 2 \| 3 \| \| \| - \| \| -------------------------------------------------------------------- \| --- \| --- \| --- \| \| \| 1 \| \| Jaroslava Švedova Lee Ya-hsuan \| 6 1 \| 6 1 \| \| \| \| 2 \| \| Zarina Dijas Hsieh Su-wei \| 6 4 \| 2 6 \| 7 5 \| \| \| 3 \| \| Kamila Kerimbajeva / Julija Putinceva Chan Hao-ching / Chan Yung-jan \| 0 6 \| 1 6 \| \| \| |                                                                           |                                                                           |                 |     |     |  |
| |                                                                           |                                                                           | 1               | 2   | 3   |  |
| 1 | Kazakistan (bandiera) · Taipei cinese (bandiera)                          | Jaroslava Švedova Lee Ya-hsuan                                            | 6 1             | 6 1 |     |  |
| 2 | Kazakistan (bandiera) · Taipei cinese (bandiera)                          | Zarina Dijas Hsieh Su-wei                                                 | 6 4             | 2 6 | 7 5 |  |
| 3 | Kazakistan (bandiera) · Taipei cinese (bandiera)                          | Kamila Kerimbajeva / Julija Putinceva Chan Hao-ching / Chan Yung-jan      | 0 6             | 1 6 |     |  |

## Terzo giorno
| Cina 2 | Centro Sportivo Olimpico, Guangdong, Cina 6 febbraio 2015 cemento outdoor | Centro Sportivo Olimpico, Guangdong, Cina 6 febbraio 2015 cemento outdoor | Taipei cinese 1 |     |     |        |
| \| \| \| \| 1 \| 2 \| 3 \| \| \| - \| \| ------------------------------------------------------- \| --- \| --- \| --- \| ------ \| \| 1 \| \| Wang Qiang Lee Ya-hsuan \| 6 1 \| 6 3 \| \| \| \| 2 \| \| Zheng Saisai Chan Yung-jan \| 6 2 \| 4 6 \| 4 0 \| ritiro \| \| 3 \| \| Wang Qiang / Zheng Saisai Chan Hao-ching / Lee Ya-hsuan \| 2 1 \| \| \| ritiro \| |                                                                           |                                                                           |                 |     |     |        |
| |                                                                           |                                                                           | 1               | 2   | 3   |        |
| 1 | Cina (bandiera) · Taipei cinese (bandiera)                                | Wang Qiang Lee Ya-hsuan                                                   | 6 1             | 6 3 |     |        |
| 2 | Cina (bandiera) · Taipei cinese (bandiera)                                | Zheng Saisai Chan Yung-jan                                                | 6 2             | 4 6 | 4 0 | ritiro |
| 3 | Cina (bandiera) · Taipei cinese (bandiera)                                | Wang Qiang / Zheng Saisai Chan Hao-ching / Lee Ya-hsuan                   | 2 1             |     |     | ritiro |

| Thailandia 1 | Centro Sportivo Olimpico, Guangdong, Cina 6 febbraio 2015 cemento outdoor | Centro Sportivo Olimpico, Guangdong, Cina 6 febbraio 2015 cemento outdoor   | Kazakistan 2 |     |     |  |
| \| \| \| \| 1 \| 2 \| 3 \| \| \| - \| \| --------------------------------------------------------------------------- \| ---- \| --- \| --- \| \| \| 1 \| \| Peangtarn Plipuech Jaroslava Švedova \| 7 63 \| 5 7 \| 2 6 \| \| \| 2 \| \| Nicha Lertpitaksinchai Zarina Dijas \| 0 6 \| 0 6 \| \| \| \| 3 \| \| Luksika Kumkhum / Tamarine Tanasugarn Kamila Kerimbajeva / Julija Putinceva \| 6 3 \| 1 6 \| 6 3 \| \| |                                                                           |                                                                             |              |     |     |  |
| |                                                                           |                                                                             | 1            | 2   | 3   |  |
| 1 | Thailandia (bandiera) · Kazakistan (bandiera)                             | Peangtarn Plipuech Jaroslava Švedova                                        | 7 63         | 5 7 | 2 6 |  |
| 2 | Thailandia (bandiera) · Kazakistan (bandiera)                             | Nicha Lertpitaksinchai Zarina Dijas                                         | 0 6          | 0 6 |     |  |
| 3 | Thailandia (bandiera) · Kazakistan (bandiera)                             | Luksika Kumkhum / Tamarine Tanasugarn Kamila Kerimbajeva / Julija Putinceva | 6 3          | 1 6 | 6 3 |  |

## Verdetti
- Kazakistan ammesso allo spareggio contro la prima del Pool A per un posto agli spareggi per il Gruppo Mondiale II.